# 2897 Оле Ремер
2897 Оле Ремер (2897 Ole Römer) — астероїд головного поясу, відкритий 5 лютого 1932 року.
Тіссеранів параметр щодо Юпітера — 3,616.